# Мейерович, Михаил Германович
Михаил Германович Мейеро́вич (12 ноября 1921, Ярославль — 9 января 2004, Ашкелон, Южный округ) — советский и российский историк, краевед, музейный работник.

## Биография
Родился в Ярославле в 1921 году. Брат театроведа и журналиста Ефима Холодова. В 1926 году отца «за незаконное предпринимательство» сослали в сибирский город Ачинск, куда переехала в связи с этим и его семья.
В 1939 году окончил среднюю школу в Луганске и поступил в Московский институт философии, литературы, истории (МИФЛИ). В октябре 1939 года был призван в армию. В годы Великой Отечественной войны воевал на Южном, Северо-Кавказском и Закавказском фронтах. Из армии был демобилизован 10 сентября 1946 года. Вернулся к учёбе в Московском государственном университете, в состав которого вошёл МИФЛИ.
После окончания университета в 1951 году был направлен на работу в Ярославский краеведческий музей, где проработал 20 лет, в том числе 18 — в должности заместителя директора по научной работе. В этот период активно занимался краеведческими исследованиями. Подготовил несколько путеводителей по Ярославлю. Обосновал, что основание Ярославля было не позднее 1010 года. Сыграл важную роль в образовании Ярославского музея-заповедника. При его участии стали издаваться «Краеведческие записки». С 1970 года стал работать в только что созданном Ярославском государственном университете сначала на экономическом, а затем историческом факультете. В 1970 году защитил кандидатскую диссертацию на тему «Пролетариат Ярославской губернии в годы реакции и нового революционного подъёма (1907—1914 гг.)». С 1980-х годов кафедра отечественной истории ЯрГУ стала центром изучения истории пролетариата Центрального промышленного района. С Институтом отечественной истории было проведено 7 зональных научных конференций и издано 3 сборника научных трудов при непосредственном участии М. Г. Мейеровича. Преподавал также в Ярославском педагогическом институте. Опубликовал более 120 научных работ.
В 1996 году иммигрировал в Израиль. Умер и похоронен в городе Ашкелоне в 2004 году.

## Награды
- медаль «За боевые заслуги» (24.9.1966)[4]
- орден Отечественной войны II степени (6.4.1985)[5] и медалями.

## Сочинения
- Когда был основан Ярославль. — Ярославль: Кн. изд-во, 1959. — 63 с.
- Знакомьтесь, Ярославль! Краткий очерк-путеводитель. — 2-е изд. — Ярославль: Верх.-Волж. кн. изд-во, 1964. — 51 с.
- О происхождении промышленных рабочих Ярославской губернии (конец XIX- начало XX века) // Вестник МГУ. Сер. история. — 1969. — № 6. — С. 26—42.
- Так начинался Ярославль. — Ярославль: Верхне-Волжское кн. изд-во, 1984. — 63 с.
- Рабочее движение в Ярославской губернии в 1861 — феврале 1917 г. Хроника : учеб. пособие. — Ярославль: Яросл. гос. ун-т, 1995. — 120 с.